# Woolderbinnenbeek

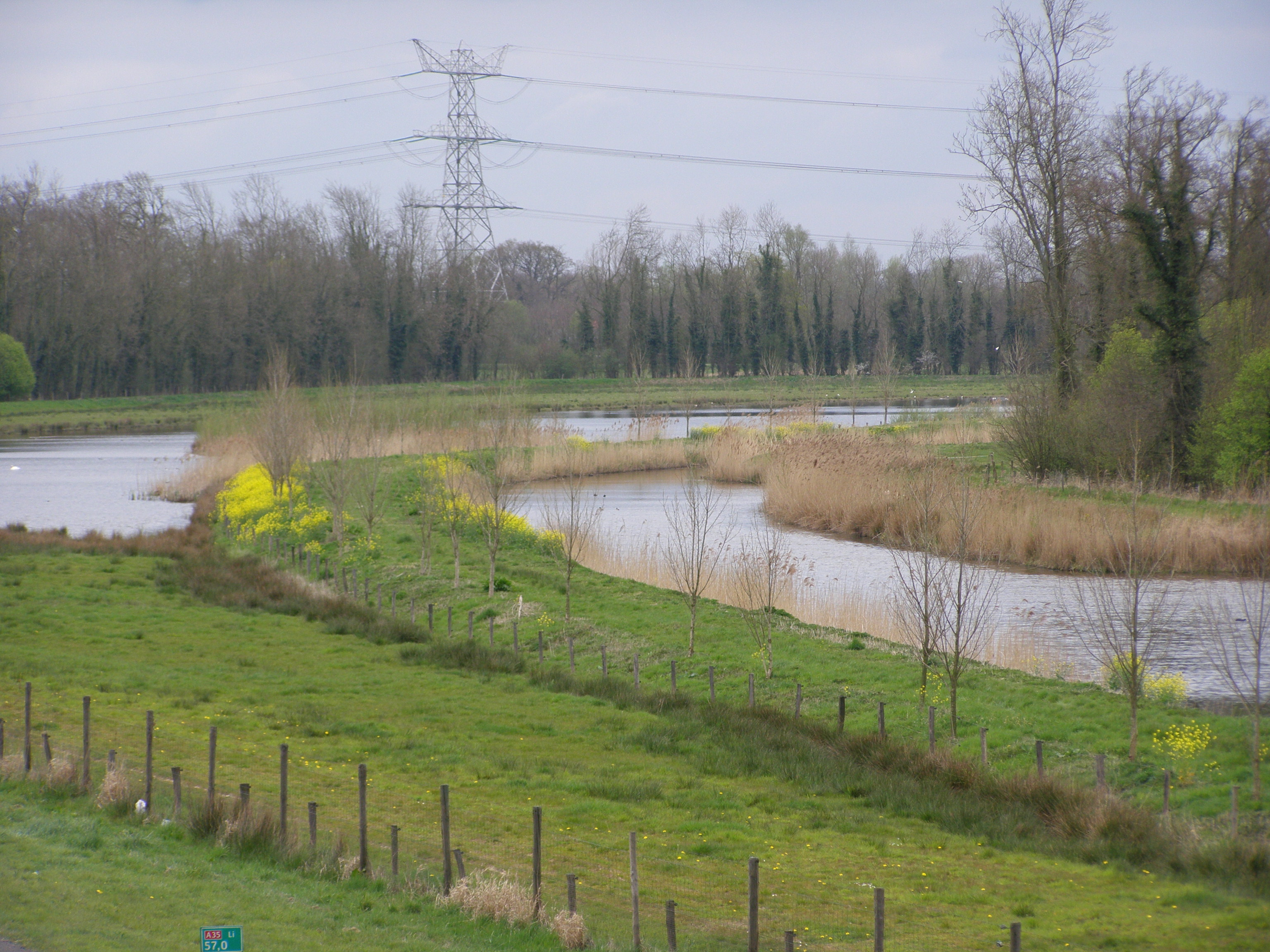
Gezicht op het retentiegebied Woolde ten westen van Hengelo

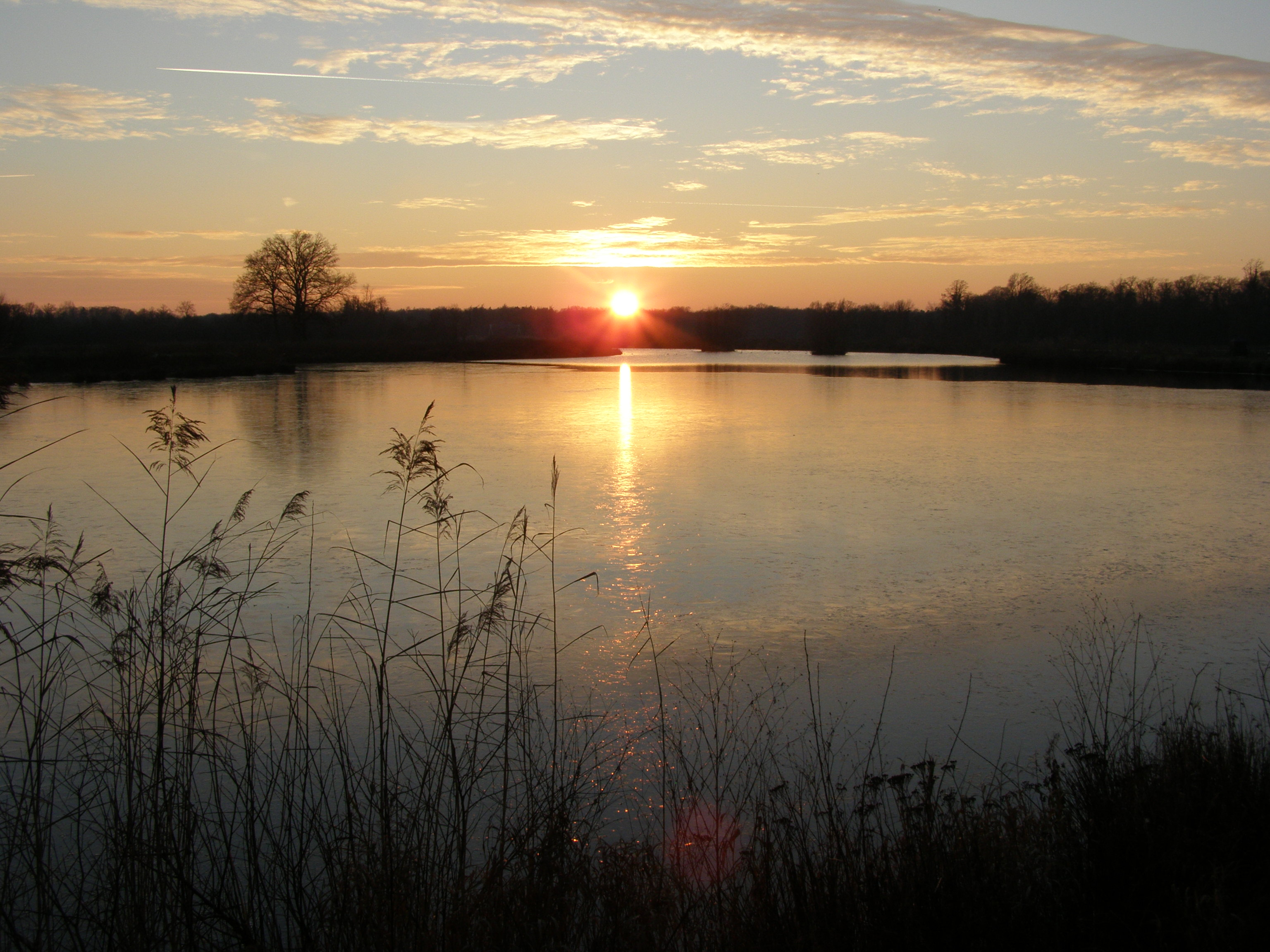
Retentiegebied Woolde in de avond

De Woolderbinnenbeek is een beek in de omgeving van de Hengelose wijk Woolde.
Bij hevige regenval kan het water van de beek geborgen worden in het retentiegebied Woolde.
Ten noorden van het retentiegebied Woolde gaat de Woolderbinnenbeek over in de Bornse Beek.
De Woolderbinnenbeek voert voornamelijk stedelijk water af van de plaatsen Enschede en Hengelo.